# Jazz at the Philharmonic

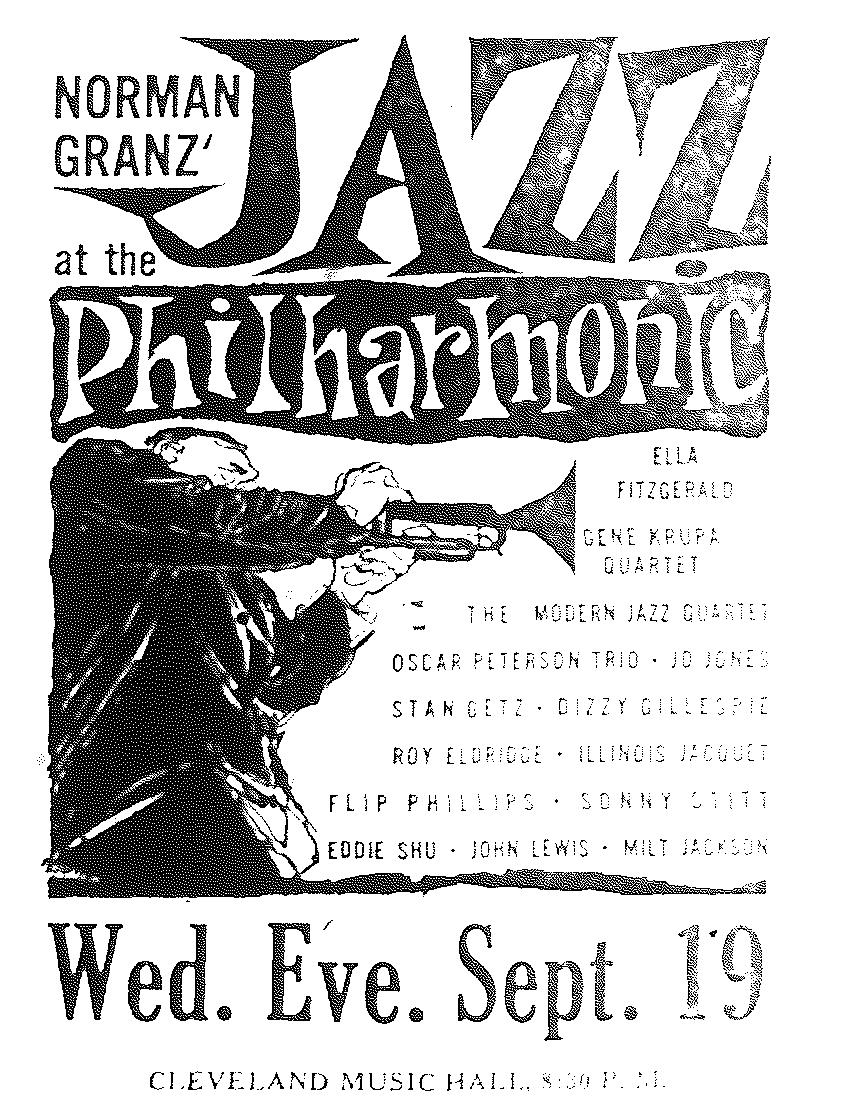
Affiche du festival JATP 1955

Jazz at the Philharmonic ou JATP est le titre de séries de concerts et d'enregistrements produits par Norman Granz.

## Histoire
Le premier concert a lieu en 1944 à Los Angeles, avec Illinois Jacquet, Jack McVea, J.J. Johnson, Shorty Sherock, Nat King Cole, et Les Paul ; Jacquet y fait notamment sensation.
Norman Granz y présente pour la première fois, sur la scène du Los Angeles Philharmonic Auditorium, des concerts mettant en scène des musiciens de swing et de bebop d'origines diverses jouant habituellement dans des petites formations.
Le concert fait sensation et Norman Granz organise des tournées régulières à travers les États-Unis : ce sont les concerts du Jazz at the Philharmonic ou J.A.T.P. Ces tournées ont lieu d'abord aux États-Unis, puis au Canada et ensuit dans le monde entier.
De nombreux musiciens s'y produisent comme Louie Bellson, Ray Brown, Benny Carter, Harry "Sweets" Edison, Roy Eldridge, Ella Fitzgerald, Stan Getz, Dizzy Gillespie, Bill Harris, Coleman Hawkins, Illinois Jacquet, Hank Jones, Gene Krupa, Charlie Parker, Oscar Peterson, Flip Phillips, Buddy Rich, Charlie Shavers, Willie Smith, Art Tatum, Tommy Turk, Ben Webster, Lester Young, et bien d'autres.
Ces concerts sont aussi l'occasion d'exhibitions des saxophonistes "honkers" Illinois Jacquet et Flip Phillips qui provoquent l'hystérie des foules mais aussi la désapprobation de nombreux amateurs de jazz qui voient dans ce style proche du R&B une dérive démagogique.
L'objectif de Granz est de faire sortir le jazz des clubs et de lui donner une plus grande exposition populaire. Il utilise aussi ces concerts pour combattre le racisme en faisant côtoyer musiciens blancs et noirs.
La plupart de ces concerts sont enregistrés et Granz les fait publier, d'abord chez Mercury Records, puis Clef et Verve, et enfin sous son propre label.
Le JATP arrête de tourner aux États-Unis en 1957 mais continue en Europe et au Japon pendant encore une dizaine d'années.
Dans les années 1970, Granz continue d'enregistrer des jam sessions dans l'esprit du JATP.

## Enregistrements du JATP
- 1944 :  Blues et Lester Leaps In (avec Nat King Cole, Illinois Jacquet et Les Paul)
- 1946 : I Can't Get Started (avec Lester Young et Charlie Parker)
- 1947 : Perdido (avec Flip Phillips)
- 1949 : Lester Leaps In (avec Lester Young et Roy Eldridge)
- 1952 : The Drum Battle (avec Gene Krupa et Buddy Rich)
- 1952 : The Trumpet Battle (avec Roy Eldridge et Charlie Shavers)
- 1953 : JATP in Tokyo (avec Ella Fitzgerald, Roy Eldridge, Charlie Shavers, Benny Carter, Ben Webster, Herb Ellis, Oscar Peterson...)
- 1954 : The Challengers (avec Roy Eldridge et Dizzy Gillespie)
- 1955 : Exiting Drum Battle JATP Stockholm'55 (avec Roy Eldridge, Dizzy Gillespie, Bill Harris, Flip Phillips, Oscar Peterson, Ray Brown, Louie Bellson, Herb Ellis) LP : Pablo Records (p)74 - 2310713 - CD: Concord PACD-2310-713-2
- 1956 : JATP Hamburg (avec Dizzy Gillespie, Roy Eldridge, Flip Phillips, Illinois Jacquet, Oscar Peterson, Herb Ellis, Ray Brown, Gene Krupa, Ella Fitzgerald)
- 1957 : Billie's Bounce (avec J.J. Johnson et Stan Getz)
- Une série de 10 CD Verve retrace les 5 premières années (1944-1949) du J.A.T.P.